# Sopwith Baby
Sopwith Baby byl britský jednomístný plovákový letoun používaný Royal Naval Air Service (RNAS) od roku 1915. Baby vznikl dalším vývojem Sopwithu Schneider, jednomístné plovákové varianty pozemního Sopwithu Tabloid. I když Sopwith Schneider vyhrál Schneiderův pohár už v roce 1914, RNAS si jej oficiálně objednala až v lednu 1915. Sériová verze Sopwithu Schneider se příliš nelišila od stroje, který vyhrál Schneiderův pohár.
Jako Baby (oficiálně Admiralty Type 8200) je označována pozdější varianta Schneideru, odlišující se zesílenou konstrukcí plováků, změnou tvaru svislé ocasní plochy, instalací křidélek na spodním křídle, a zejména použitím výkonnějšího motoru Clerget 9Z.
Baby byl používán jako stíhací a bombardovací letoun operující z větších lodí (nosiče hydroplánů, křižníky) i z menších lodí (trawler, minonosky). Uvažovalo se dokonce i o jeho nasazení na ponorky. Hlavním úkolem Sopwithů Baby bylo ničit německé zepelíny co nejdále od britských břehů.
Výrobu Baby v Británii zajišťovaly Sopwith (136 ks Schneider, 100 ks Baby) a Blackburn Aeroplane & Motor Company (186 ks Baby). Společnosti Fairey a Parnall vyrobily dalších 180 kusů odvozené varianty Hamble Baby. V Itálii se Sopwith Baby licenčně vyráběly u SA Aeronautica Gio Ansaldo v Turíně. Mimo britského letectva sloužily Baby také v letectvech Kanady, USA, Francie, Chile, Řecka a Norska. V Norsku bylo rovněž vyrobeno několik Baby jako náhrada za ztracené stroje a několik jich zde sloužilo až do roku 1930. Několik norských Baby využil Roald Amundsen při své polární expedici.[zdroj⁠?!] Celkem bylo vyrobeno asi 700 kusů typů Schneider a Baby.

## Uživatelé
- Austrálie
  - Australské královské námořnictvo
- Francie
  - Aéronavale
- Chile
  - Chilské námořnictvo
- Italské království
  - Regia Marina
- Japonské císařství

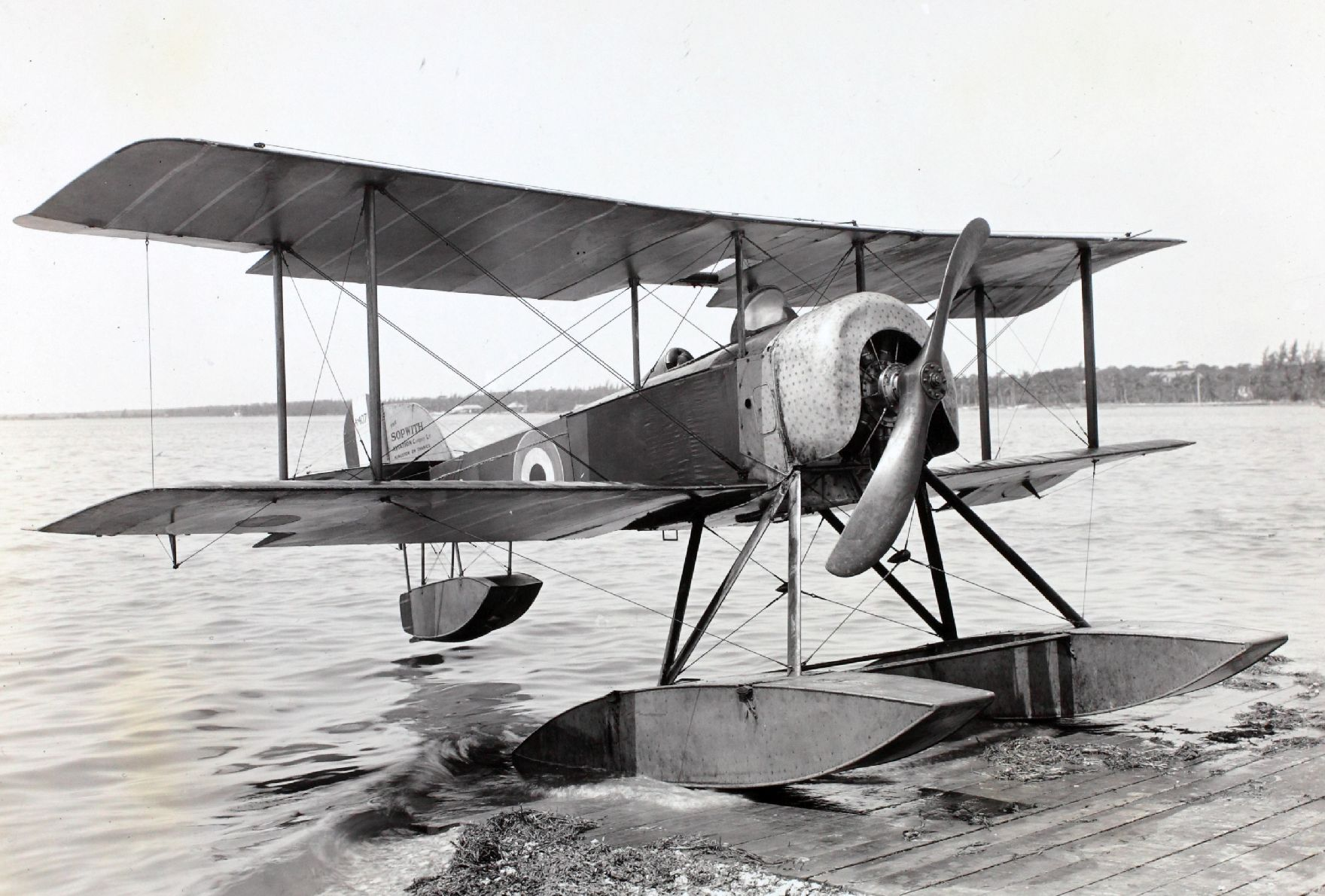
Sopwith Baby

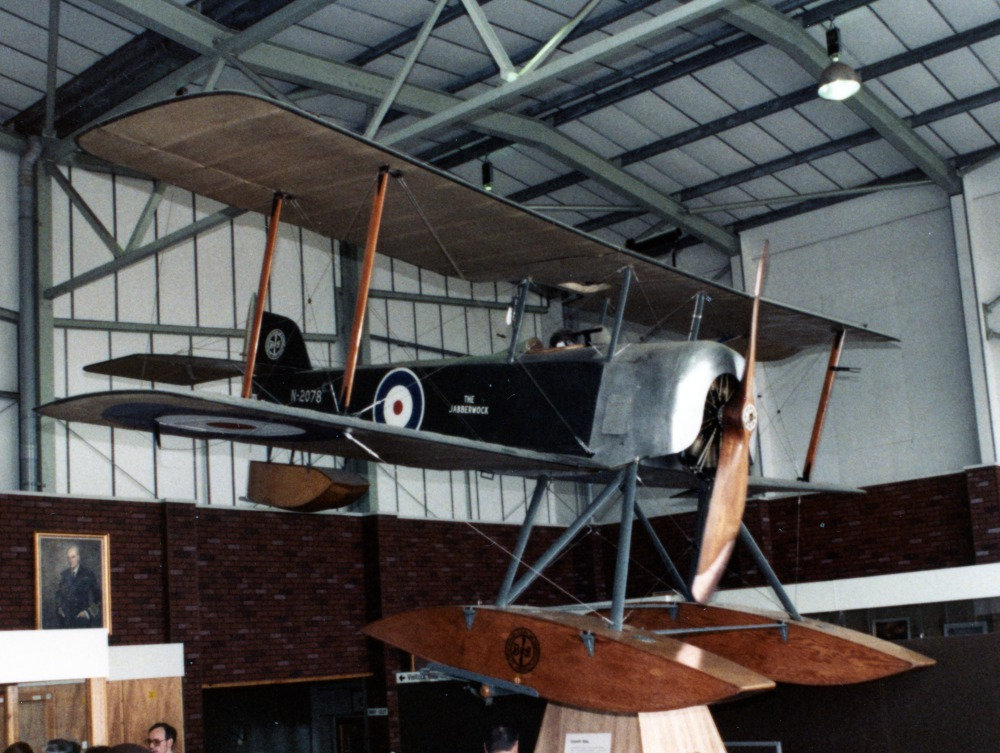
Sopwith Baby ve Fleet Air Museum, Yeovilton

  - Japonské císařské námořní letectvo
- Nizozemsko
  - Nizozemské námořní letectvo
- Norsko
  - Norské královské námořnictvo
- Řecko
  - Řecké královské námořnictvo
- Spojené království
  - Royal Air Force
  - Royal Naval Air Service
- Spojené státy americké
  - Námořnictvo Spojených států amerických

## Specifikace (Baby)

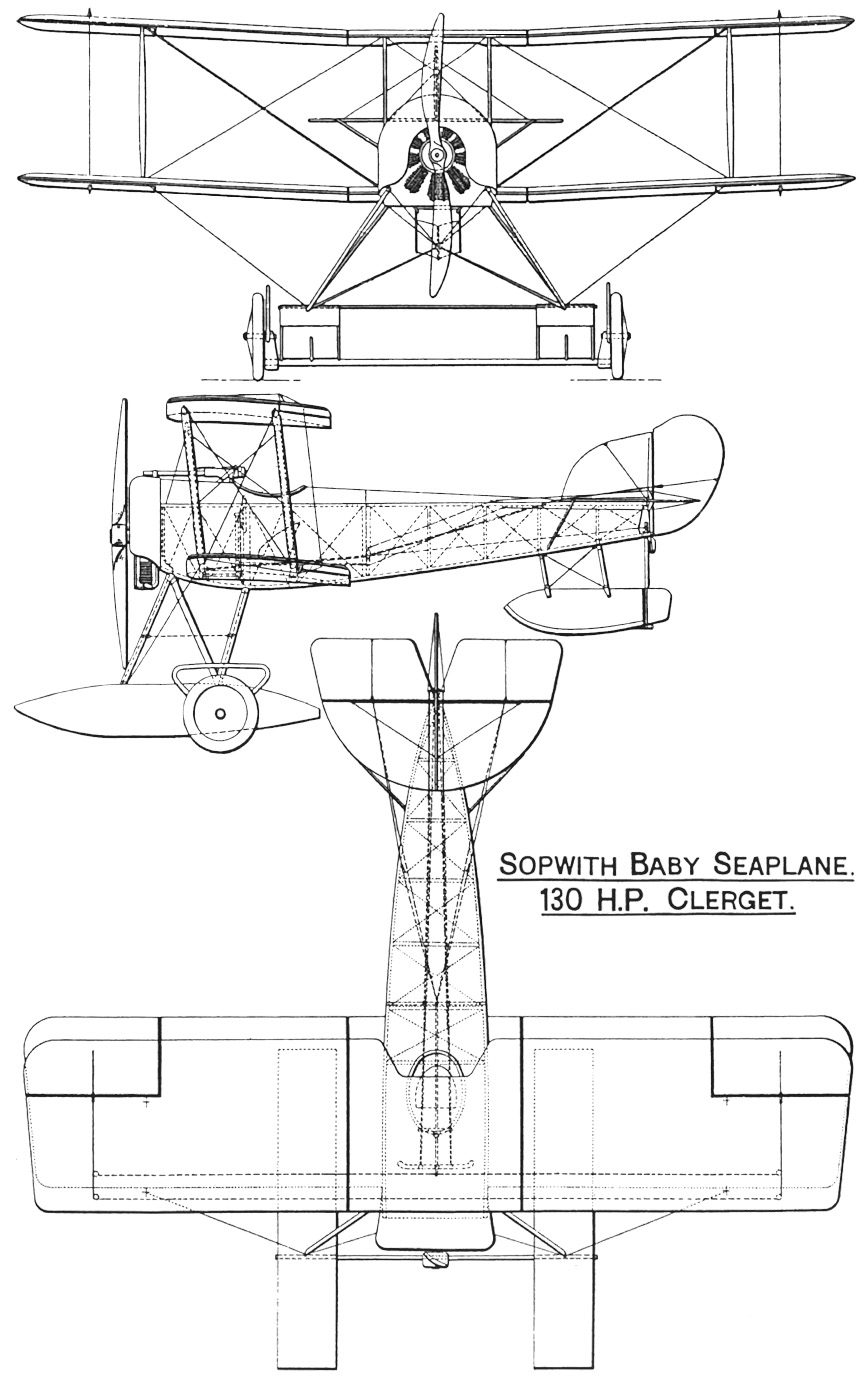
Třípohledový nákres Sopwithu Baby.

### Technické údaje
- Osádka: 1 (pilot)
- Rozpětí: 7,82 m
- Délka: 7,01 m
- Výška: 3,05 m
- Nosná plocha: 22,30 m²
- Hmotnost prázdného letounu: 557 kg
- Vzletová hmotnost : 779 kg
- Pohonná jednotka: 1 × vzduchem chlazený čtyřdobý rotační hvězdicový devítiválec Clerget 9Z
  - Výkon pohonné jednotky: 110 hp (82 kW)

### Výkony
- Maximální rychlost: 162 km/h u hladiny moře
- Dostup: 3050 m
- Stoupavost: 1,45 m/s
- Vytrvalost: 2 hod 15 min

### Výzbroj
- 1× kulomet Lewis ráže 7,7 mm[pozn. 3]
- 2× 28kg puma